# آلاپوژا
الاپوژا (به انگلیسی: Alappuzha) یک منطقهٔ مسکونی در هند است که در بخش الاپوژا واقع شده‌است.

## خصوصیات
الاپوژا ۱۷۴٬۱۶۴ نفر جمعیت دارد.